# 登森
登森是德国下萨克森州的一个市镇。总面积11.02平方公里，总人口1511人，其中男性774人，女性737人（2011年12月31日），人口密度137人/平方公里。